# Strongylura urvillii
Strongylura urvillii är en fiskart som först beskrevs av Valenciennes, 1846.  Strongylura urvillii ingår i släktet Strongylura och familjen näbbgäddefiskar. Inga underarter finns listade i Catalogue of Life.